# Jacob Le Maire
Jacob Le Maire (Amberes o Ámsterdam, 1585-en el mar, 22 de diciembre de 1616), también LeMaire o Lemaire, fue un explorador neerlandés que realizó un viaje de circunnavegación de la Tierra en 1615-16. En ese viaje con Willem Schouten abrió una nueva ruta hasta el océano Pacífico descubriendo el estrecho de Le Maire, que ahora lleva su nombre, y el cabo de Hornos, demostrando que la isla Grande de Tierra del Fuego no era un continente.

## Biografía
Jacob Le Maire era uno de los 22 hijos de María Walraven, de Amberes, e Isaac Le Maire (1558-1624), de Amberes, un próspero comerciante calvinista de Amberes, entonces parte de las Provincias Unidas de los Países Bajos. Isaac y María se casaron poco antes del sitio español de Amberes en 1585, tras lo cual huyeron a establecerse en Ámsterdam. Se cree que Jacob era el hijo mayor, nacido tal vez ese mismo año. Isaac tuvo un gran éxito en Ámsterdam y se convirtió en uno de los fundadores de la Compañía Neerlandesa de las Indias Orientales (Vereenigde Oostindische Compagnie, VOC). Sin embargo, en 1605 Isaac Le Maire se vio obligado a abandonar la empresa después de una disputa y los siguientes diez años trató de romper el monopolio de la compañía en el comercio con las Indias Orientales. 
Establecido en la ciudad holandesa de Hoorn, en 1615 Isaac había establecido una nueva compañía, la Compañía Austral (Australische of Zuid Compagnie) con el objetivo de encontrar una nueva ruta hacia el Pacífico y las islas de las Especias, que permitiera eludir las restricciones de la VOC y evitar la exclusividad que tenían sobre las rutas del estrecho de Magallanes y el cabo de Buena Esperanza. Contribuyó al equipamiento de dos buques, el Eendracht y el Hoorn, y puso a su hijo Jacob, a cargo del comercio durante la expedición. El experimentado capitán de buque Willem Schouten era el capitán del Eendracht y participante en la empresa a partes iguales con Isaac Le Maire. Su hermano, Jan Schouten, era el capitán del Hoorn.

## La expedición de circunnavegación

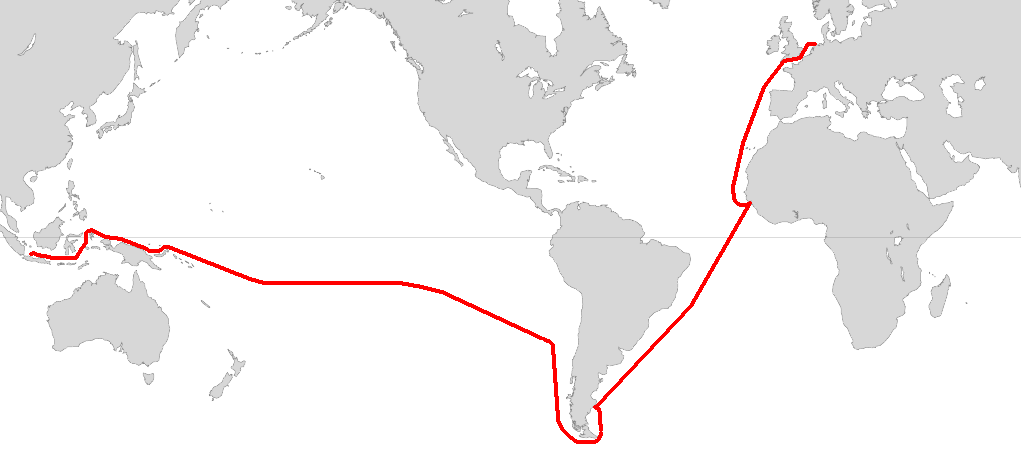
Ruta del viaje de 1615–16

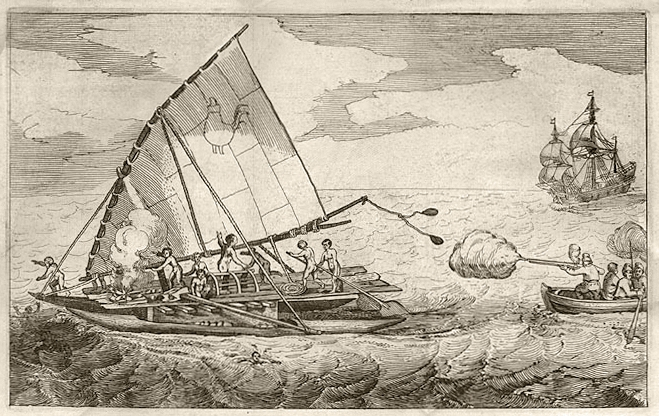
El barco De Eendraght encuentra un catamarán en 1618

El 14 de junio de 1615 Jacob Le Maire y Willem Schouten zarparon de Texel en las Provincias Unidas y tras cruzar el océano Atlántico emprendieron rumbo sur, yendo más al sur del estrecho de Magallanes y descubriendo el estrecho de Le Maire, entre Tierra del Fuego y la isla de los Estados, que bautizaron en honor a los Estados Generales, el Parlamento de las Provincias Unidas. El 29 de enero de 1616 rodearon el cabo de Hornos, que nombraron Kaap Hoorn por el Hoorn, que se había perdido en un incendio. La ciudad neerlandesa de Hoorn era también el lugar de nacimiento de Schouten. 
Después de no poder amarrar a principios de marzo en las islas del archipiélago Juan Fernández, los barcos cruzaron el Pacífico en una línea bastante recta, en una ruta similar a la de Fernando de Magallanes, visitando varias de las islas Tuamotu. Entre el 21 de abril y el 24 de 1616 fueron los primeros occidentales en visitar las islas Tonga (Norte): «isla de los Cocos» (Tafahi), «isla de los Traidores» (Niuatoputapu) e «isla de la Buena Esperanza» (Niuafo'ou). El 28 de abril descubrieron las islas Hoorn (Futuna y Alofi), donde fueron muy bien recibidos y permanecieron hasta el 12 de mayo. A continuación, siguieron la costa norte de Nueva Irlanda y Nueva Guinea y visitaron las islas adyacentes, incluyendo las que ahora se conocen como las islas Schouten el 24 de julio. 
Llegaron a las Molucas del Norte en agosto y, finalmente, a Ternate, el cuartel general de la VOC, el 12 de septiembre de 1616. Allí fueron recibidos con entusiasmo por el Gobernador General Laurens Reael, el almirante Steven Verhagen y el gobernador de Ambon, Jasper Jansz. 
El Eendracht navegó a Java y llegó a Batavia (hoy Yakarta) el 28 de octubre con 84 de los 87 tripulantes originales de ambas naves a bordo, un hecho destacable para la época. A pesar de que había abierto una ruta desconocida, Jan Pietersz Coen, de la VOC, no les creyó y presentó una demanda por violación de su monopolio del comercio de las islas de las Especias. Le Maire y Schouten fueron detenidos y el Eendracht fue confiscado. Después de ser liberados, regresaron de Batavia a Ámsterdam en compañía de Joris van Spilbergen, que estaba realizando a su vez una circunnavegación de la Tierra, siguiendo la ruta tradicional a través del estrecho de Magallanes. 
Le Maire iba a bordo del buque Ámsterdam en este viaje a casa, pero murió en el camino. Van Spilbergen estaba a su lado en el lecho de muerte y se informó del viaje de Le Maire y lo incluyó en su libro Espejo de las Indias Orientales y Occidentales. El padre de Jacob, Isaac, puso en cuestión la confiscación y la conclusión de la VOC, pero hasta 1622 no logró que un tribunal fallara a su favor. Fue indemnizado con 64.000 libras y pudo recuperar el barco y los diarios de su hijo (que luego publicó también), y a su compañía se le permitió el comercio a través de la ruta recién descubierta. Desafortunadamente, para entonces, la Compañía Neerlandesa de las Indias Occidentales (West-Indische Compagnie, o WIC) también había reclamado las mismas aguas.
Schouten publicó inmediatamente el relato del viaje en 1618, con gran éxito popular y múltiples reediciones y traducciones (Journal Ofte Beschryvinghe van de wonderlicke reyse, ghaedaen door Willem Cornelisz Schouten van Hoorn, inde Jaren 1615, 1616, en 1617. Hoe hy bezuyden de Strate van Magekkanes een nieuwe Passagie tot inde groote Zuyzee onteckt en voort den gheheelen Aerdkloot angheseylt, heeft. Wat Eylanden, vreemde volcken en wonderlicke avontueren hem ontmoet zijn. Ámsterdam: Willem Jansz. 1618).